# Armando de Borbón-Conti

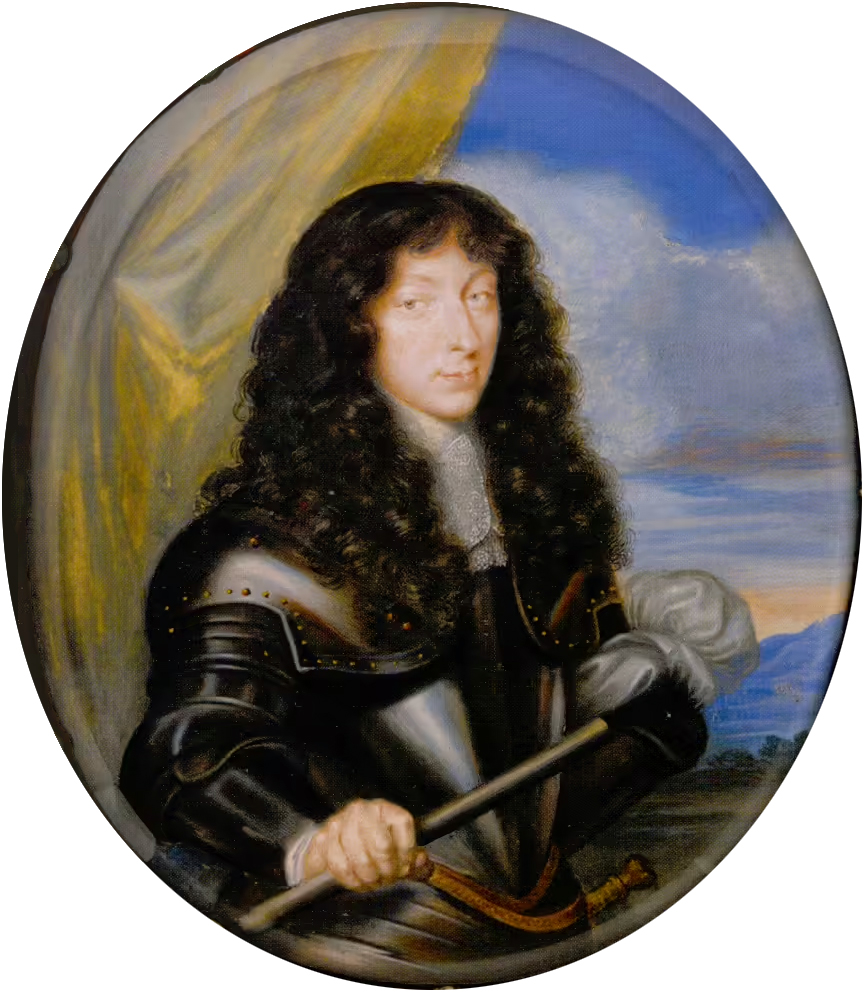
Retrato en miniatura, Armando de Borbón-Conti.

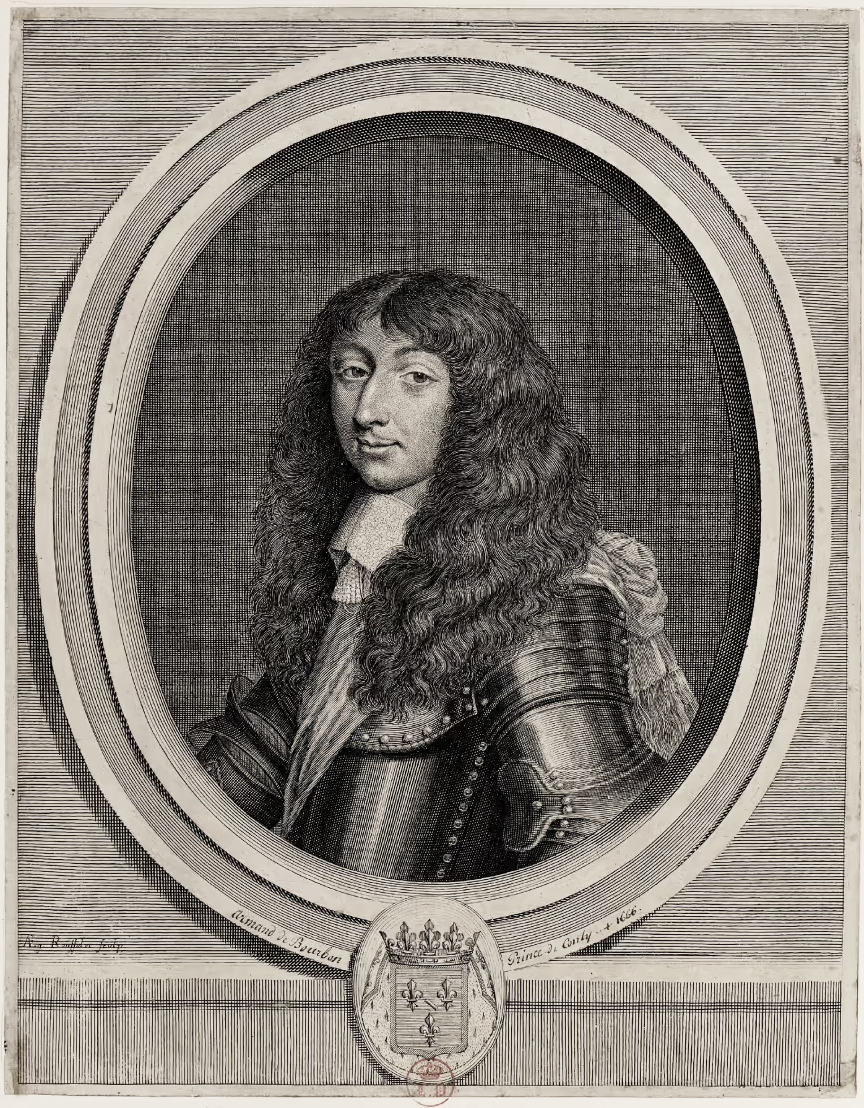
Retrato del Príncipe Armando de Borbón-Conti.

Armando de Borbón-Conti, príncipe de Conti, (París, 11 de octubre de 1629 - Castillo de la Grange-des-Prés, cercano a Pézenas, 21 de febrero de 1666).

## Primeros años de vida
Fue hijo de Enrique II de Borbón-Condé y de Carlota Margarita de Montmorency. Bautizado el 23 de diciembre de 1630 en la iglesia de San Sulpicio, Armando de Borbón-Conti tuvo por padrino al Cardenal Richelieu y por madrina a la duquesa de Montmorency. El título de príncipe de Conti fue establecido, en su favor, en 1629.
De salud delicada y ligeramente jorobado, fue destinado, por su familia, al estado eclesiástico y fue educado por los Jesuitas en el colegio de Clermont donde tuvo, como condiscípulo, a Molière. El 12 de diciembre de 1641 le fue otorgado el mando de la abadía de Saint-Denis. Al año siguiente fue nombrado abad de Cluny, recibiendo, además, otras siete abadías y cinco prioratos. El 6 de agosto de 1643 obtuvo el diploma de maestro de arte y, en 1646 el título de bachiller en teología otorgado por la universidad de Bourges. Tras la muerte de su padre, ocurrida en ese mismo año, se sometió a un consejo familiar que decidió mantenerle un año más en los Jesuitas, pese a su disconformidad.
En enero de 1649 en unión de su cuñado el duque de Longueville tomó partido por la Fronda Parlamentaria y fue nombrado comandante en jefe de los rebeldes. El 8 de febrero, fue derrotado en Charenton por su hermano, fiel a la Corte, el príncipe de Condé. Después de firmada la Paz de Rueil, Condé se unió a la Fronda dirigida, desde ese momento, por Conti, Condé y Longueville. El trío fue arrestado en el Palacio Real (París) el 16 de enero de 1650 y se les encarceló en el castillo de Vincennes desde donde fueron trasladados al castillo de Marcoussis y conducidos, después, al fuerte de El Havre.
En 1651 el Mazarino fue obligado, por la Fronda, a exiliarse. Conti fue liberado el 7 de febrero. Su hermano, incuestionable en la dirección del Estado, le prohibió casarse con Charlotte de Lorraine (1627-1652), hija de la duquesa de Chevreuse y confidente de Ana de Austria. En 1653, Conti, que se había retirado a Pézenas, en el Languedoc, presentó su sumisión al rey, y se reconcilió con Mazarino, se casó, el 21 de febrero de 1654 con Ana María Martinozzi (1639-1672), sobrina del cardenal. Tuvieron dos hijos:
- Luis Armando I de Borbón-Conti (1661-1685), segundo príncipe de Conti.
- Francisco Luis de Borbón-Conti (1664-1709), tercer príncipe de Conti.

En junio de 1654 dejó a su esposa para dirigir a la armada que invadió Cataluña. El 30 de noviembre de 1656 volvió a reunirse con su esposa, tras entregar los estados de Languedoc a Montpellier. En la primavera de 1657 dirigió las fuerzas francesas en España. El 28 de marzo de 1657 fue nombrado Gran maestre de Francia. Dirigió, en mayo de 1657, la armada de Italia que tomó la ciudad de Alessandria sin dificultad.
El 26 de enero de 1660, Luis XIV le concedió una pensión anual de 60.000 libras. El 26 de febrero fue nombrado comandante en jefe del Languedoc. Se instaló en el castillo de la Grange-des-Prés, y se consagró al estudio y al misticismo hasta el día de su muerte ocurrida en 1666. Fue enterrado en la cartuja de Villeneuve-lès-Avignon. Su tumba fue profanada durante la Revolución francesa y sus restos fueron llevados a la cripta del oratorio de Port-Royal-des-Champs en París.
De 1653 a 1656 protegió a la compañía de Molière, lo que no le impidió escribir un "Tratado de la comedia y los espectáculos" (Traité de la comédie et des spectacles) (1666), a través del cual condenaba las tragedias de Corneille y las comedias de Molière. Fue autor, asimismo, de una obra titulada "Los Deberes de los Grandes" (Les Devoirs des Grands) (1666)